# 沈嗣仁
沈嗣仁（189？—1919年）中国早期病理学家，湘雅医学院创校教授，中国最早遗体捐献作医学研究者之一。

## 生平
又名慈仁，上海圣约翰大学校史档案中记录为沈慈仁。19世纪末生于浙江宁波圣公会基督教家庭，父亲是沈載琛，家中排行第三，长兄沈嗣信，弟沈嗣良。早年就读于宁波教会所办三一書院。后随父亲移居上海，入读上海圣约翰大学。1914年毕业，获得医学博士学位，是中国最早的本土培养的医学博士之一（共两批六人）。之后赴美国留学，进入哈佛大学医学院念书。毕业回国后获聘位于湖南长沙的国立湘雅醫學院（英文：Yale in China Medical College，今为中南大学医学院）的教授职位，教授病理学、医学和细菌学等科目，开创了湘雅病理学系，于传染病学着力颇深。1919年，在研究傷寒病菌時，不幸遭遇病原感染，不久于当年4月28日不治逝世，遗言将遗体解剖以供医学研究之用。湘雅医学院为其逝世休课一日，师生举行了盛大追悼仪式。
妻黃卉卿，也是医生，二人无子嗣。

## 著名弟子
- 张孝骞[5]